# Arc Oxford-Cambridge
 (avril 2017).
Si vous disposez d'ouvrages ou d'articles de référence ou si vous connaissez des sites web de qualité traitant du thème abordé ici, merci de compléter l'article en donnant les références utiles à sa vérifiabilité et en les liant à la section « Notes et références ».
L'arc Oxford-Cambridge est une bande notionnelle qui s'étend sur plus de 100km entre ces deux villes britanniques, renommées pour leur université. 
Sa densité varie, englobant Milton Keynes, Bedford (le chef-lieu de Bedfordshire), des villes plus petites, en plus de larges étendues de terres paysannes. L'arc accueille les secteurs de l'informatique, du vivant et des savoirs, par exemple le groupement d'entreprises de pointe autour de Cambridge, nommé Silicon Fen.
L'arc est sillonnée de routes principales, notamment le couloir A421/A428, doté de plusieurs tronçons à quatre voies, qui fait également office de grand contournement de Londres. L'ancienne ligne ferroviaire qui reliait Oxford et Cambridge a été en partie abandonnée ou démantelée aux années 1950, même si certaines tronçons sont toujours en service (Bletchley-Bedford, Oxford-Bicester) et la restauration d'autres en projet. Le seul service de transports en commun sans interruption est assuré par la ligne routière X5.
La notion ne correspond pas exactement au terme plus ancien de Oxbridge, celui-ci renvoyant plutôt à la nature élitiste des deux universités seules qu'aux activités des deux villes et de l'étendue entre elles.